# Baccio Pontelli
Baccio Pontelli (* um 1450 in Florenz; † 1492 in Urbino) war ein italienischer Architekt der Renaissance. Er war auf Befestigungsanlagen spezialisiert, arbeitete aber auch an zahlreichen Kirchen. Giorgio Vasari bezeichnete ihn als Hofarchitekten von Papst Sixtus IV.
Nach dem Tod von Sixtus ging Pontelli an den Hof des Herzogs von Urbino, wo er unter anderem an der Fertigstellung des Herzogspalast arbeitete.

## Werke
- Planung der Sixtinischen Kapelle im Vatikan, die allerdings von Giovannino De'Dolci realisiert wurde
- Ponte Sisto, eine Brücke in Rom (nicht gesichert)
- Die Festung von Civitavecchia
- Das Castello Giulio II in Ostia, eine Befestigungsanlage zur Sicherung der Tibermündung
- Die Kirche Santa Aurea in Ostia
- Umbau der Kirche Santa Maria del Popolo in Rom
- Portikus der Kirche San Pietro in Vincoli in Rom (nicht gesichert)
- Portikus der Kirche Santi XII Apostoli in Rom
- Renovierung der Kirche Santa Maria della Pace in Rom (1471)
- Die Kirche San Pietro in Montorio in Rom
- Kreuzgang von San Giovanni dei Genovesi in Rom (nicht gesichert)
- Campanile der Kirche Santo Spirito in Sassia in Rom (nicht gesichert)
- Mitarbeit am Herzogspalast in Urbino
- Hof und Portikus des Herzogspalast in Camerino
- Kreuzgang des Klosters Santa Maria delle Grazie in Senigallia
- Die zwei Wehrtürme des Castello Aragonese in Reggio Calabria
- Palazzo Della Rovere, Adelspalast an der Via della Conciliazione, Rom (1480–1490)